# Evert Lundqvist (fotbollsspelare)
Evert Viktor "Lunkan" Lundqvist, född 27 februari 1900 i Göteborg, död 19 februari 1979 i Västra Frölunda, var en svensk fotbollsspelare som spelade tio landskamper och blev olympisk bronsmedaljör i Paris 1924. 
Med Örgryte IS vann han Svenska serien 1923/24 och Allsvenskan säsongerna 1925/26 och 1927/28.

## Biografi
Lundqvist började sin fotbollskarriär i IK Virgo som junior 1915 och kom i juli 1917 till Örgryte IS. Där spelade han åren 1923–1930 ytter i representationslaget som vann Svenska serien 1924 och Allsvenskan 1925/26 och 1927/28. Han var under några få dagar i maj 1925, och i endast 1 match, utlånad till konkurrenten IFK Göteborg som då vänskapsspelade mot Blackburn Rovers.
Lundqvist togs ut i den svenska fotbollstruppen till OS 1924 där han i bronsmatchen mot Nederländerna fick göra sin landslagsdebut i en match som slutade oavgjort, 1–1. I omspelsmatchen bidrog han starkt till Sveriges överraskande tredjeplats genom att göra 2–0-målet – hans enda landslagsmål.
Säsongen 1930/31 gjorde Lundqvist ett inhopp på två matcher (1 mål) för Redbergslids IK. Efter den aktiva karriären var han verksam som tränare och domare.
Hemma i Göteborg var Lundqvist känd även utanför planen då han jobbade som ordningsvakt på Liseberg.

## Meriter

### I klubblag
Örgryte IS
- Svenska serien (1): 1924
- Allsvenskan (2): 1925/26, 1927/28

### I landslag
Sverige
- OS 1924: Brons
- 10 landskamper (1 mål)

### Individuellt
- Mottagare av Stora grabbars märke, 1927

### Webbsidor
- Nordisk Familjeboks Sportlexikon. Stockholm: Nordisk Familjeboks Förlags AB. 1938-1949
- Profil på Sport-Reference.com
- 1924–25 in Swedish Football